# Uassus
Os  Wassu Cocal são um grupo indígena do ramo Kariri  que habita o Sul da serra do Azul, nos limites do município brasileiro de Joaquim Gomes, no estado de Alagoas, mais precisamente na Terra Indígena Wassu-Cocal, homologada em 2007, com 2.744 hectares e situada no município de Joaquim Gomes. Entretanto, posteriormente a homologação foi suspensa. Em 2010, segundo a Funasa, o grupo era constituído por 1.806 indivíduos.
Vivem nas margens do Rio Camaragibe, situados entre o município de Joaquim Gomes e Novo Lino, e sufocados pela BR-101. Os recursos naturais estão um pouco devastados e o rio é poluído. Na área também tem exploração de minério (pedreira).  Não existem mais animais para caça, muito pouco para a pesca, e parte da terra é  boa e outra não. Mesmo a terra não sendo muito boa para plantar, plantam manga, jaca, caju, banana, milho, batata-doce, inhame, macaxeira, mandioca, feijão, batata e frutas. Na Terra Indígena existe posto de saúde, escola e uma rede de transmissão, mas as pessoas que moram em povoados mais distantes, como Pedrinhas, não são beneficiadas com a energia elétrica. Também há missões religiosas. A aldeia é atendida pelos programas de merenda escolar, vacinação, cesta básica duas vezes ao ano. Os indígenas também vendem artesanato. Praticam a religião própria, instalada a Ouricuri em parte da floresta.

## A Aldeia Urucú
Segundo o historiador Edson Silva  
"Em um Relatório oficial de 1856 sobre as Aldeias indígenas em Alagoas, a “Aldêa do Urucu”, como naquela época chamava-se a atual Aldeia Cocal, foi informado que a Aldeia era titulada em quatro léguas de terras em quadro, que foi doada “não só aos índios, como aos soldados, que sob o comando do Mestre de Campo Domingos Jorge Velho, auxiliarão aqueles na conquista dos negros de Palmares" . A Aldeia estava localizada em uma região cobertas de matas e com terras bastante irrigadas, banhada por rios caudalosos e vários riachos seus afluentes."
Ocupando uma área vasta e fértil, a aldeia do Urucu foi palco de diversos conflitos entre índios e senhores de engenhos que invadiam o patrimônio dos índios ao longo dos séculos XVIII e XIX. Destacava-se a presença da povoação do Murici nos arredores da aldeia.